# Jerry Lucena
Jerry Lucena est un footballeur danois et philippin, né le 11 août 1980 à Esbjerg au Danemark. Il évolue comme milieu défensif.

## Sélection nationale
Jerry Lucena joue dans les sélections de jeunes du Danemark, son pays de naissance, jusqu'en 2001.
En 2006, il est sélectionné dans une équipe constituée uniquement de joueurs évoluant en SAS Ligaen et joue deux matchs non reconnus par la FIFA.
Jamais appelé avec les A du Danemark, il décide finalement de jouer pour son pays d'origine, les Philippines.
Il obtient sa première sélection contre le Bangladesh lors d'un match amical gagné (3-0) le 25 mars 2011.

## Palmarès
Vierge